# Маймуна бінт аль-Харіс
Маймуна бінт аль-Харіс († 671) (араб. ميمونه بنت الحارث) — одна з дружин пророка Мухаммеда, мати правовірних. Вона була сестрою Умм аль-Фадл — дружини Аббаса ібн Абд аль Муталіба (дядька Мухаммеда). Маймуною її назвав Мухаммед (до цього її звали Барра).
У язичницький період вона була дружиною Масуда ібн Амра. Пізніше, розлучившись з ним, вийшла заміж за Абу Рухума ібн Абд аль-Уззу. Через деякий час Маймуна лишилася вдовою.
Мухаммед одружився з нею у 629 р. за порадою Аббаса. Вона була останньою його дружиною.
За мусульманським переданням Маймуна була побожною і благочестивою жінкою. У її переданні відомо близько 70 хадисів.